# Rimska republika
Rimska republika je bila oblika države v antičnem Rimu, ki je trajala od leta 509 pr. n. št. do leta 31 pr. n. št. Je eno od treh okvirnih obdobij starorimske civilizacije, skupaj s kraljevino in cesarstvom, pa tudi najpomembnejše od treh, saj je bila republikanska ureditev, predvsem administracija in zakonodaja, osnova za izoblikovanje večine modernih republik.
Prestop od kraljevine na republiko sega v leto 509 pr. n. št. z ljudsko vstajo proti kralju Tarkviniju Ošabnemu. Povod za vstajo je bilo, po legendi, posilstvo rimske matrone s strani Tarkvinijevega sina Siksta. V resnici je šlo za zaključno fazo dolgega nasprotovanja med monarhijo in patriciji. Zadnji kralji so bili vsi Etruščani in so vsi privilegirali plebejce, kar je vedno bolj izpodjedalo moč patricijev, ki so večinoma bili latinskega rodu. Zato so slednji odstavili kralja in na njegovo mesto postavili oligarhijo aristokratov v senatu.

## Rimski senat
Senat je bil najstarejša ustanova Rimljanov. Po legendi naj bi ga ustanovil sam Romul  z imenovanjem 100 starešin (patres = očetje, iz česar patricii), kot je bila sicer v tisti dobi navada pri vseh narodih, ki so vključevali med vodilne osebnosti starejše osebe kot izkušene vojščake in modre politike. Prvotni patres so bili poglavarji rodov ali klanov, imenovanih gens, in njihov položaj je bil deden, kar je pomenilo omejitev udeležencev v senatu na aristokracijo. Naloge senata so bile v glavnem tri: voliti kralja, svetovati kralju in izdajati zakone.
V času republike so zakoni nastajali na pobudo političnih osebnosti (na primer tribunov) in z javnimi volitvami, senat je imel samo posvetovalno vlogo pred dokončno odobritvijo novih zakonov. Vendar je bila ta ureditev le formalna, ker je imel senat tudi pravico veta, torej vsekakor zadnjo besedo pri zakonodaji. 
Sklepe senata sta izvrševala dva konzula, ki sta tudi poveljevanje rimski vojski. Njun mandat je trajal eno leto, kot za večino državnih služb. Če na bojišču nista opravila svoje naloge ali sta padla v boju, je senat imenoval diktatorja, ki je imel absolutno oblast. Njegov mandat je trajal 6 mesecev, lahko pa je bil tudi podaljšan.

## Osnovanje republike
Prehod iz monarhije v novo ureditev, ki je bila poimenovana res publica (= javna zadeva), je zahteval porazdelitev pravic in dolžnosti, ki jih je prej imel kralj, predvsem v zvezi z zakonodajo, z vojaškimi odločanji in z verskimi zadevami. Zato so bili najprej določeni trije najvišji predstavniki oblasti, dva konzula in pontifex, iz vrst patricijev. S časom se je ureditev države izpopolnjevala in nastala je potreba po novih kadrih. To so bili edili, cenzorji, kvestorji in ljudski tribuni, ki so sestavljali upravne organe republike. Za vse te osebnosti je veljal osnovni republiški zakon o letni veljavnosti, kolegialnem delovanju in brezplačnosti. Sestavljali so prvi temelj republike.
Drugi temelj republike so bila javna zborovanja državljanov, pri katerih je bila natančno določena pravica do udeležbe glede na predmet debate, vendar je s časom prevladal vpliv patricijev, ki so bili po številčnosti bolje zastopani.
Tretji in najvažnejši temelj republike je bil senat, edina ustanova, ki je ostala od monarhije. Njegova naloga je bila, da odobri odločitve javnih zborovanj in da svetuje ostalim organom, normalno pa so bili ti nasveti obvezujoči. 

## Od nastanka do padca Vejev (509 – 396 pr. n. št.)
V prvih letih obstoja se je Rimska republika morala soočati bodisi z notranjimi neredi, kot tudi z napadi sosedov, ki so v spremembah uvideli možnost, da si spet pridobijo izgubljene posesti. To so bili na primer Ekvi (Aequi) in Volski (Volsci), pa tudi Sabinci (Sabini) in Avrunki (Aurunci), ki so zadali republiki velike izgube. Istočasno so se v Rimu samem odvijali odprti spopadi med patriciji in plebejci, ki so zahtevali predstavništvo v državni upravi in prepoved zasužnjenja vsled vojne. Oboje jim je bilo obljubljeno v zameno za strjeno udeležbo v spopadih z zunanjimi sovražniki, a po koncu vojne so bile obljube preklicane. Zaradi tega so se plebejci umaknili iz mesta, zapustili vse delavnice in trgovine in se naselili izven obzidij, s čimer je zapadla njihova dolžnost, da se udeležijo vojne.  To je bila prva secessio plebis (= odcepitev plebejcev) v rimski zgodovini in se je zaključila, ko so bile sprejete nekatere zahteve upornikov. Najvažnejša pridobitev je bila imenovanje ljudskega tribuna (leta 494 pr. n. št.), kar pa ni privedlo do notranjega sožitja.  Nezadovoljstvo se ni poleglo in leta 460 pr. n. št. je celo prišlo do oboroženega napada plebejcev, ki so zasedli Kapitolski grič, sedež mestne uprave. Državne sile so sicer grič  izvojevale že po štirih dneh, a dogodek je postavil v ospredje nevzdržno socialno napetost v državi, ki je ogrožala obstanek republike. Komisija treh patricijev, bivših konzulov, je odšla v Atene, kjer si je prepisala Solonove zakone, ki so bili potem predmet preučevanja v naslednjih letih. Tudi po zaslugi vztrajnih zahtev ljudskih tribunov, je bil sprejet zakon o decemviratu. Načeloma je bil decemvirat ustanovljen kot skupina modrijanov, ki naj bi prenovila zakonodajo, vendar je bil sestavljen iz samih patricijev, kar je vodilo proti še bolj elitarnemu vodstvu države, ki je plebejcem popolnoma prepovedala vsako javno udejstvovanje. Na to so plebejci odgovorili z grožnjo ponovne secessio in s tem dosegli razpust decemvirata, izgon njegovih predstavnikov in obnovo prejšnje zakonodaje, ki je prepuščala plebejcem dosego določenih državnih služb. Premirje med strankama je trajalo dolgo časa, bodisi zaradi pritiska zunanjih napadalcev, kot tudi vsled postopne emancipacije plebejcev. Slednji so na primer leta 420 pr. n. št. dosegli dostop do službe kvestorja, ki je bil med drugim eden od upraviteljev državne blagajne.
Čeprav so se nadaljevali spopadi z raznimi sosedi, so se najhujše vojne bile z Etruščani. Trajale so od leta 477 pr. n. št. do leta 396 pr. n. št., ko je padlo mesto Veji (Veii ali Veius). Za razliko od ostalih vojn, kjer so se Rimljani borili za pridobitev in ohrano oblasti na novih ozemljih, so bile etruščanske vojne prave ekonomske vojne, kjer so si napadalci prisvojili najprej dostop do morja in donosnih solin, nato bogato mesto samo in preko njega prehod proti severu. Obleganje Vejev je prelomnica v zgodovini te dobe. Ko je postalo jasno, da je treba zavzeti mesto z nepretrganim obleganjem, je senat sprejel predlog, da ostane vojska na mestu tudi preko zime, kar se dotlej ni še nikoli zgodilo, saj so se normalno vojaki vračali domov za prezimovanje.  Tako so bili Veji zavzeti leta 396 pr. n. št.. Vojni plen je bil ogromen in zelo bogat in njegova porazdelitev med vojake, državno blagajno, verske ustanove in ostale državljane je bila nov vzrok za spore in nemire.

## Od vdora Galcev do podjarmljenja Samnitov (396 - 290 pr. n. št.)
Zavzetje Vejev je pomenilo za Rimljane odprto pot na sever, a istočasno odprto pot na jug za keltska plemena, ki so tedaj naseljevala razne predele Evrope. Eno teh plemen, Senoni (Senones), se je toliko spustilo na jug, da je napadlo etruščansko mesto Klevsi (za Rimljane Clusium in današnji Chiusi), ki je zaprosilo Rimljane za pomoč. Tako se je Rimska republika znašla v vojni z galskimi Senoni, ki so leta 390 pr. n. št. prodrli vse do Rima in ga oplenili.  Zaradi tega ponižanja se je morala republika še več kot desetletje opravičevati svojim državljanom in, v zunanji politiki, stalno odbijati napade sosednjih ljudstev, ki so po plenitvi Rima spet dvigala glavo. To stanje je samo zaostrilo probleme med patriciji in plebejci. V tej dobi so bili sicer izglasovani na pobudo tribunov Gaja Licinija in Lucija Sekstija zakoni Liciniae Sextiae, ki so dovoljevali izvolitev plebejca za enega od dveh konzulov, vendar s tem še daleč ni bila dosežena dejanska enakopravnost nižjega sloja prebivalstva. Boljše uspehe je republika dosegala na vojaškem področju. Sklenila je več zavezništev in dogovorov o sodelovanju, na primer z večino etruščanskih mest in celo s Kartažani, ki so bili zavezniki vse od nastankov republike. Z Latinci (Latini) si je bilo treba mir izvojevati v krvavih spopadih (340 - 338 pr. n. št.) in prav tako s Samniti (Samnites), ki so se Rimljanom najdlje zoperstavljali (343 - 290 pr. n. št.). Z dokončnim podjarmljenjem Samnitov je Rimska republika dosegla oblast nad osrednjim predelom Apeninskega polotoka in zanimanje osvajalcev se je obrnilo na jug.
V tem obdobju, sicer pozno za sredozemske kulture, je nastala v republiki potreba po plačevanju blaga z denarjem, saj se je dotlej trgovalo samo z izmenjavo. Prvo plačilno sredstvo so bile kepice grobega bakra (aes rude = grobi baker), pozneje bakreni izdelki (aes signatum = označeni baker). Kmalu se je baker začel izoblikovati v palicah in okoli leta 335 pr. n. št. so se v mestu Rim pojavile palice z napisom "Romano(ru)m", kar pomeni "last Rimljanov". Prvi kovanci so nastali okoli leta 300 pr. n. št..  Leta 312 pr. n. št. je bila tudi dograjena prva rimska cesta in istega leta prvi akvedukt 

## Prodor na jug (290 - 264 pr. n. št.)
Na jugu so zavirali pot rimljanski ekspanziji Lukani (Lucani) in mesta Velike Grčije (Magna Graecia), od katerih je bilo najpomembnejše Tarentum, današnji Taranto. Prav spopadi med Lukani in Tarentinci so dali Rimljanom povod in priliko za napad na mesto. Tarentum se je obrnil za pomoč na "matično domovino", Grčijo, in poklical Epirskega kralja Pira, ki se je odzval s številno vojsko. V prvi bitki (280 pr. n. št.) je porazil Rimljane, čeprav z velikimi izgubami, odtod izrek "Pirova zmaga". V drugi bitki (275 pr. n. št.) je bil pa sam dokončno poražen in izgnan s polotoka. Tarentum se je moralo podati Rimljanom, ki so tako zavladali vsemu polotoku (272 pr. n. št.). 
Obdobje kolonizacije južnega dela polotoka je važno predvsem iz kulturnega vidika. Rimljanski narod, ki je bil sestavljen pretežno iz vojščakov in politikov, se je srečal z grško kulturo in civilizacijo. Rimski aristokrati so začeli posnemati grške navade in preučevati njihove filozofske nazore, kar je - med drugim - v veliki meri spremenilo dotedanje stališče patricijev do plebejcev. Po vojnah s Pirom je njihov direktni stik z "originalnimi" Grki iz Epira navdušil Rimljane za sredozemsko kulturo in začeli so se potegovati za priznanja s strani Grkov, kar jim je uspelo že leta 228 pr. n. št., ko jim je bil dovoljen pristop h Korintskim igram. Vendar so Rimljani ostali v bistvu vojščaki in osvajalci. Pripadnost neki širši sredozemski kulturi je zanje pomenila samo vključitev te kulture v meje Rimske republike. 

## Punske vojne (264 - 146 pr. n. št.)
Prvi korak do hegemonije nad Sredozemljem so bile tri vojne s Kartagino, pomembnim mestom na severu Afrike in nevarnim tekmecem za nadoblast na morju. Sovražnosti so v presledkih trajale 118 let in na koncu je bila Kartagina uničena in Rimska republika je gospodarila velikemu delu severne Afrike ter vsem pomorskim potem Sredozemlja. Zanimivo je, da v začetku vojne Rimljani niso imeli mornarice in niso bili vešči pomorskega bojevanja, zato so skušali obdržati spopade na kopnem. Medtem pa so v naglici gradili ladje in vežbali posadke s posnemanjem sovražnikov. Njihova bojevita narava je pripomogla k izpopolnitvi ladij in pomorskega orožja do nastanka mogočne bojne mornarice, ki je kmalu zagospodovala po Sredozemlju. 
Zaradi potreb vojne so bile v Rimu ustvarjene nove državne službe z novimi načini upravljanja. V glavnem so to bili prokonzuli, to je pomočniki konzulov v vojnem času, pa tudi razni novi pretorji za posestva (province) izven polotoka, in sicer za Sicilijo (241 pr. n. št.), Sardinijo in Korziko (238 - 239 pr. n. št.), Bližjo Španijo (Hispania Citerior) in Daljno Španijo (Hispania Ulterior) leta 197 pr. n. št., Makedonijo (168 pr. n. št.), Afriko (146 pr. n. št.). Ustanovljene so bile nove kolonije (nam najbližja leta 181 pr. n. št. v Ogleju), kar je znatno povečalo število državljanov.
Kar se tiče socialnih problemov republike, je treba omeniti postopno manjšanje najnižje stopnje v davčnem imeniku (census), kar je pomenilo vključevanje v vojsko vedno manj premožnih osebkov. S tem se je počasi krušila elitarnost rimske vojske, pa tudi razmejitvena črta med patriciji in plebejci. Vedno daljše odsotnosti zdoma manjših pridelovalcev, ki so morali služiti vojsko, so privedle do propada družinskih kmetij in vzpona velikih latifundijev ali veleposestev, kjer so zastonj delale množice sužnjev iz vrst premaganih ljudstev.  Ti veleposestniki so bili največkrat obogateli plebejci, tako da je popolnoma zapadla delitev na patricije in plebejce. Nova razlika je bila med plemenitaši (nobilitas) in navadnim ljudstvom (populus), kjer je nobilitas bila praktično samo stranka bogatinov in pripadnost nekdanji aristokraciji ni igrala več nobene vloge. Poleg teh je treba omeniti še konjenike (equites), ki so bili prvotno tisti državljani, ki so imeli svojega konja in so se torej vključili v vojsko kot konjeniki, pozneje pa je naslov pomenil bogatina, ki se ni zanimal za politiko in se ni potegoval za mesto v senatu. In ker se senatorji po tradiciji niso bavili s trgovino, so prav equites postali glavni ekonomski dejavnik tiste dobe. Zanje je značilno, da jih je zanimala samo gmotna stran položaja in si niso prizadevali za naslove in družbeni status plemenitašev. ,

## Nova socialna ureditev (146 - 31 pr. n. št.)
Rimska republika je s pridobitvijo Pergamona (v današnji Mali Aziji) in  z dokončnim zavzetjem Španije (133 pr. n. št.) zavladala vsemu Sredozemlju. Nove vojaške pridobitve so globoko vplivale na razvoj rimske kulture, bodisi v javnih zadevah, na primer v zakonodaji, kot tudi pri nastajanju nove samozavesti med ljudstvom. Velike spremembe v družbenih običajih in v zakonodaji so bile povod državljanskim vojnam za politično prevlado v Rimu in vzrok za tako imenovane suženjske vojne med plebejci in državno oblastjo . Senat je postopoma izgubljal svoj stoletni ugled in v politiki vedno manj pomenil, kar je dovolilo trem najvidnejšim osebnostim tedanjega Rima, to je Krasu, Pompeju in Cezarju, da so sklenili sporazum o sodelovanju, ki ga zgodovinarji imenujejo prvi triumvirat. Po Cezarjevi smrti (44 pr. n. št.) je prevzel njegovo dediščino Oktavijan, ki je sklenil drugi triumvirat z Antonijem in Lepidom. To ni bil več samo privatni dogovor kot v prvem triumviratu, temveč z rednim zakonom (lex Titia) določena vloga vodilnih osebnosti v državi. Ob zapadlosti se triumvirat ni obnovil in Oktavijan je prevzel vso oblast v svoje roke takoj po bitki pri Akciju leta 31 pr. n. št.

## Principat (po letu 31 pr. n. št.)
Rimska republika (ki je v 6. stoletju pred našim štetjem nadomestila rimsko monarhijo) se je v vrsti državljanskih vojn in političnih spopadov močno destabilizirala. Sredi 1. stoletja pred našim štetjem so Julija Cezarja imenovali za večnega diktatorja in kmalu zatem, leta 44 pr. n. št., tudi umorili. Državljanske vojne in nemiri so se nadaljevali, vrhunec pa je bil zmaga Oktavijana, Cezarjevega posvojenega sina, nad Markom Antonijem in Kleopatro v bitki pri Akciju leta 31 pr. Naslednje leto je Oktavijan osvojil Ptolemajski Egipt, s čimer se je končalo Helenistično obdobje, ki se je začelo z osvajanji Aleksandra Velikega Makedonskega v 4. stoletju pr. n. št. Oktavijanova moč in oblast je nato postala nedotakljiva in absolutna in leta 27 pred našim štetjem mu je rimski senat formalno podelil vso oblast in nov naslov Avgust, s čimer je postal prvi rimski cesar.
Čeprav je Oktavijan osebno gospodoval vsej državi, legalno ni imel nikakega položaja v republiki. Njegova oblast je slonela na popolni vdanosti vojske in na splošni priljubljenosti pri vsem rimskem narodu. Njegova izredna politična sposobnost je prepričala senat, da mu je postopoma priznal najvišje pristojnosti in državne službe. Imenoval ga je princeps s pomenom prvi med enakimi, zato se z Oktavijanom začne doba principata. To je uradno razvojna doba republike, ko je senat še vedno imel vso oblast, a je v njem glavno besedo imel princeps. Dejansko je to bila prva doba cesarstva, ko je dosegel vodstvo države en sam človek, ki je sicer sedel v senatu kot prvi med enakimi, v resnici pa je senat samo odobraval njegove predloge. Oktavijanu je leta 27 senat podelil vzdevek Augustus (= vzvišeni, veličastni), s čimer se je Oktavijan zapisal v zgodovino kot Avgust, prvi rimski cesar. Seveda senat s tem ni "pooblastil" Oktavijana, temveč je samo sprejel dejansko stanje. Formalna nominacija je bila ponudba sodelovanja, ne pa investitura za cesarja, saj senat ni imel več moči, da bi brez Oktavijanovega pristanka investiral kogarkoli za katerikoli politični položaj.
Glej tudi:
- Rimska ekspanzija v Italiji